# Provincia di Ciamberì
La provincia di Ciamberì venne istituita come provincia del Regno di Sardegna, nel 1859 con il Decreto Rattazzi, ricomprendendo l'intero territorio di quello che era stata la Divisione di Ciamberì (in francese, Chambéry). La provincia ebbe vita breve, in quanto con il Trattato di Torino (1860) il suo territorio venne ceduto alla Francia.

## Suddivisione
La provincia di Ciamberì era suddivisa in quattro circondari:
- Circondario di Ciamberì
- Circondario di Alta Savoja
- Circondario di Moriana
- Circondario di Tarantasia